# 富山健康科学専門学校
富山健康科学専門学校（とやまけんこうかがくせんもんがっこう）は、富山県中新川郡上市町に所在した専修学校。

## 概要
1991年4月に開校。
スポーツ科学学科を設置する。
2年制で1学年80人の規模。
スポーツインストラクターやトレーナーの育成を目指す。
校長だった人物は西武ライオンズでトレーニングコーチだった。
2020年3月31日に閉校。